# Fort d'Écrouves
Le fort d'Écrouves est un ouvrage fortifié français situé sur la commune d'Écrouves, en Lorraine. Il a été construit en 1877 et modernisé entre 1905 et 1910.

## Le fort originel
Appartenant au système Séré de Rivières, c'est un fort de ceinture de la place forte de Toul.
Dominant le seuil du passage de Foug, il contrôlait avec son voisin, le fort de Domgermain, ce passage traversant les côtes de Toul. C'est un grand fort qui fut établi. Il présente la particularité de posséder un très grand casernement sur trois niveaux. D'une grande richesse architecturale, il présente des volumes intérieurs remarquables.

### Construction (1874-1877)
- 5 décembre 1873 : ordre d'étude de l'ouvrage
- 29 juillet 1874 : approbation du projet par le ministre
- 1er septembre 1874 : adjudication des travaux
- 4 décembre 1874 : décret d'utilité publique et d'urgence
- 1er septembre 1874 : commencement des travaux
- 1er janvier 1877 : achèvement de l'ouvrage

Le montant total est estimé à 2 305 500 francs
- acquisitions : 31 500 F
- travaux : 2 274 000 F

### Armement
L'armement total s'établit à 42 pièces d'artillerie. Le fort disposait dans ses magasins de 160 tonnes de poudre et de 200 000 cartouches.
- Pièces sous tourelle : néant
- Pièces sous casemate : néant
- Pièces de rempart : 24
- Mortiers : 6
- Pièces de flanquement : 12

### Casernement
Le fort pouvait accueillir 1 046 hommes. Une infirmerie de 40 hommes était présente. Il y avait 2 fours à pain de 300 rations. L'approvisionnement en eau était assuré par une citerne de 1 200 m3. Il n'y avait pas de puits.
- Officiers : 22
- Sous-officiers : 42
- Soldats : 982

## La modernisation
Construction d'une caserne en béton spécial en 1892.

### Programme 1900
- Restructuration complète du fort : 1906-1909
- Armement : 1 tourelle de 75, 2 tourelles de mitrailleuses, 3 observatoires, une casemate de Bourges.

### Programme complémentaire 1908
Il était prévu de construire une tourelle de 155 R à éclipse à l'extérieur du fort.

### Garnison et armement en 1914
- 1 compagnie d'infanterie (168e régiment d'infanterie) : L'ouvrage disposait de 334 places protégées dans les casemates, 336 places semi-protégées et 752 places dans le casernement d'origine non modernisé.
- 208 artilleurs (6e régiment d'artillerie à pied) : Outre l'armement sous tourelle, 6 canons revolvers et 6 canons de 12 culasse pour la défense des coffres, 4 mortiers de 22 et 4 mortiers de 15.

## État actuel
À l'abandon et en friche, cuirassements absents. Des fresques réalisées par des soldats russes sont visibles dans le casernement.